# John Constable
John Constable, (11. junij 1776 - 31. marec 1837) je bil angleški krajinski slikar v naturalistični tradiciji. Rojen v Suffolku, je znan predvsem po svojih krajinskih slikah Dedham Vale, območja, ki je obdajalo njegov dom - danes znan kot »Constable Country« - ki ga je slikal z veliko naklonjenostjo. »Najbolje bi naslikal svoja mesta«, je leta 1821 zapisal svojemu prijatelju Johnu Fisherju, »slikanje je le druga beseda za občutek«. 
Med najbolj znanimi Constableovimi slikami so Wivenhoe Park iz leta 1816, Dedham Vale iz leta 1802 in Hay Wain iz leta 1821.  Čeprav so njegove slike zdaj med najbolj priljubljenimi in dragocenimi v britanski umetnosti, finančno nikoli ni bil uspešen. Član establišmenta je postal po izvolitvi na Kraljevo akademijo pri 52. letih. Njegovo delo je bilo sprejeto v Franciji, kjer je prodal več kot v rodni Angliji in navdihnil Barbizonsko šolo.

## Zgodnja kariera
John Constable se je rodil v vzhodnem Bergholtu, vasi ob reki Stour v Suffolku, Goldingu in Anni (Watts) Constable. Njegov oče je bil bogat trgovec s koruzo, lastnik mlina Flatford Mill v vzhodnem Bergholtu in pozneje Dedham Mill v Essexu. Golding Constable je imel v lasti majhno ladjo The Telegraph, ki jo je privezal v Mistleyju na ustju reke Stour in jo uporabljal za prevoz koruze v London. Bil je bratranec londonskega trgovca s čajem Abrama Newmana. Čeprav je bil Constable drugi sin, je bil starejši brat intelektualno prizadet, zato naj bi John nasledil očeta v poslu. Po krajšem obdobju v internatu v Lavenhamu je bil vpisan v dnevno šolo v Dedhamu. Constable je po končani šoli delal v koruznem poslu, vendar je njegov mlajši brat Abram na koncu prevzel vodenje mlinov.
Constable se je v mladosti lotil amaterskih skicirskih potovanj po okoliškem podeželju Suffolka in Essexa, ki naj bi postala predmet velikega dela njegove umetnosti. Ti prizori so ga po njegovih besedah »naredili za slikarja in hvaležen sem«; »zvok vode, ki uhaja iz mlinskih jezov itd. vrbe, stare gnile deske, sluzave stene in zidovi, imam rad take stvari«. Vpeljal ga je sir George Beaumont, 7. baronet, zbiratelj, ki mu je pokazal svojo nagrajeno Hagar in angela, Clauda Lorraina, ki je navdihnil Constableja. Kasneje ga je med obiskom sorodnikov v Middlesexu seznanil s profesionalnim umetnikom, graverjem, Johnom Thomasom Smithom, ki mu je svetoval slikanje, hkrati pa ga je pozval, naj se še naprej ukvarja z očetovim poslom in se ne ukvarja z umetnostjo.
Leta 1799 je Constable prepričal očeta, naj mu dovoli nadaljevati kariero v umetnosti, Golding pa mu je podelil majhen dodatek. Vpisal se je v Royal Academy Schools kot pripravnik, obiskal je življenjske razrede in anatomska seciranja ter študiral in kopiral stare mojstre. Med deli, ki so ga v tem obdobju še posebej navdušila, so bile slike Thomasa Gainsborouga, Clauda Lorraina, Petra Paula Rubensa, Annibale Carraccija in Jacoba van Ruisdaela. Veliko je bral, tudi poezijo in pridige ter se pozneje izkazal za izrazito artikuliran umetnik.
Leta 1802 je zavrnil položaj mojstra risanja na Great Marlow Military College, poteza, ki jo je svetoval  Benjamin West (takratni mojster RA) in je pomenil konec njegove kariere. V tem letu je Constable napisal pismo Johnu Dunthornu, v katerem je izrazil svojo odločenost, da postane poklicni slikar krajine:
»Zadnji dve leti tečem po slikah in iščem resnico iz druge roke ... narave si nisem prizadeval predstavljati z enako vzvišenostjo uma, s katero sem se postavil, ampak sem se trudil, da bi moje predstave izgledale kot delo drugih moških ... Za slikarja narave je dovolj prostora. Velik primerek današnjega časa je bravura, poskus narediti nekaj, kar presega resnico.«
Njegov zgodnji slog ima številne lastnosti, povezane z njegovim zrelim delom, vključno s svežino svetlobe, barve in dotika in razkriva kompozicijski vpliv starih mojstrov, ki jih je študiral, zlasti Clauda Lorraina. Constableovi običajni predmeti, prizori običajnega vsakdanjega življenja, so bili v času, ki je iskal bolj romantične vizije divjih pokrajin in razvalin, v modi. Občasno je hodil na izlete.
Do leta 1803 je razstavljal slike na Kraljevi akademiji. Aprila je skoraj en mesec preživel na krovu vzhodnoindijske jadrnice Coutts, ko je obiskal pristanišča na jugovzhodu, medtem ko je pred odhodom na Kitajsko odplul iz Londona v Deal.
Leta 1806 se je Constable lotil dvomesečnega ogleda Lake Districta. Prijatelju in biografu Charlesu Leslieju je povedal, da samota gora zatira njegov duh, Leslie pa je zapisal:
»Njegova narava je bila nenavadno družabna in se ni mogel počutiti zadovoljen s scenografijo, ki je že sama po sebi veličastna, ki ni obilno združevala človeških odnosov. Zahteval je vasi, cerkve, kmečke hiše in koče.«
Na koncu se je Constable lotil portretiranja, ki se mu je zdelo dolgočasno, čeprav je upodobil veliko lepih portretov. Naslikal je tudi občasne verske slike.
Constable je preživljal zime v Londonu in poleti slikal v East Bergholtu. Leta 1811 je prvič obiskal Johna Fisherja in njegovo družino v Salisburyju, mestu, katerega stolnica in okoliška pokrajina naj bi navdihnila nekatere njegove največje slike.

## Poroka in poznejše življenje
Od leta 1809 se je njegovo otroško prijateljstvo z Marijo Elizabeth Bicknell razvilo v globoko, medsebojno ljubezen. Njuni poroki leta 1816, ko je bil Constable star 40 let, je nasprotoval Marijin dedek dr. Rhudde, rektor East Bergholt. Smatral je, da je socialno podrejen in Mariji grozil z razdedinjenjem. Marijin oče Charles Bicknell, odvetnik kralja Jurija IV. in Admiraltyja, je nerad videl, da bo Marija zavrgla dediščino. Marija je Johnu izpostavila, da bi zakonska zveza brez denarja škodila vsem možnostim, da bi naredil slikarsko kariero. Golding in Ann Constable sta medtem, ko sta odobrila tekmo, nista več mogla podpirati poroke, dokler Constable ni bil finančno zavarovan. Potem ko sta na hitro umrla, je Constable podedoval peti delež v družinskem podjetju.
Poroki Johna in Marije oktobra 1816 v St. Martin-in-the-Fields (s Fisherjem) je sledil čas v Fisherjevem župnišču in medeni teden z ogledom južne obale. Morje v Weymouthu in Brightonu je Constableja spodbudilo k razvoju novih tehnik briljantne barve in živahnega čopiča. Hkrati se je v njegovi umetnosti začel izražati večji čustveni razpon.
Čeprav ni bilo dohodka od slikarstva, je šele leta 1819 Constable prodal svoje prvo pomembno platno, Beli konj, ki je privedlo do serije "šestih velikank", kot je poimenoval svoje velike slike. Istega leta je bil izbran za sodelavca Kraljeve akademije. Leta 1821 je na razstavi akademije prikazal Seneni voz (The Hay Wain - pogled iz Flatfordovega mlina). Théodore Géricault jo je videl na obisku v Londonu in pohvalil Constabla v Parizu, kjer je trgovec John Arrowsmith kupil štiri slike, med njimi The Hay Wain. Razstavljena je bila na Pariškem salonu leta 1824 in osvojila zlato medaljo.
Delacroix je o Constableovi barvi v svojem dnevniku zapisal: »To, kar tukaj piše o zeleni svojih travnikov, je mogoče uporabiti za vsak ton«. Delacroix je prebarval ozadje svojo sliko Massacre de Scio iz leta 1824, ko je v Arrowmith's Gallery videl Constabla, za katerega je dejal, da mu je naredil veliko dobrega. [14]
V svojem življenju je Constable v Angliji prodal le 20 slik, v Franciji pa jih je v samo nekaj letih prodal več kot 20. Kljub temu je zavrnil vsa povabila na mednarodno potovanje, da bi promoviral svoje delo in zapisal Francisu Darbyju: »Raje bi bil ubog [v Angliji] kot bogat človek v tujini.« Leta 1825, morda deloma zaradi zaskrbljenosti zaradi slabega počutja svoje žene, nekonvencionalnosti bivanja v Brightonu  in pritiska številnih neporavnanih naročil, se je sprl z Arrowmithom in izgubil francosko prodajo.
Po rojstvu sedmega otroka januarja 1828 je Marija zbolela in 23. novembra umrla zaradi tuberkuloze v starosti 41 let. Zelo žalosten je Constable pisal bratu Goldingu, »vsako uro čutim izgubo svojega umrlega Angela - Bog ve le, kako se bodo moji otroci vzgajali ... obraz sveta se mi popolnoma spremeni«.
Nato se je oblekel v črno in bil po Lesliejevem mnenju »plen melanholije in tesnobnih misli«. Sam je do konca svojega življenja skrbel za svojih sedem otrok. Otroci so bili John Charles, Maria Louisa, Charles Golding, Isobel, Emma, Alfred in Lionel. Samo Charles Golding Constable je rodil potomce, sina.
Na Kraljevo akademijo je bil izvoljen februarja 1829, v starosti 52. Leta 1831 je bil imenovan za gosta na Kraljevi akademiji, kjer se zdi, da je bil med študenti priljubljen.
Začel je predavati o zgodovini krajinskega slikarstva, ki se jih je udeležilo ugledno občinstvo. V seriji predavanj na Kraljevi instituciji je Constable predlagal tri teze: prvič, krajinsko slikarstvo je znanstveno in poetično; drugič, domišljija ne more sama ustvariti umetnosti, ki bi lahko primerjala z resničnostjo in tretjič, noben velik slikar ni bil nikoli samouk.
Govoril je tudi proti novemu gibanju gotskega preporoda, za katerega je menil, da je zgolj 'imitacija'.
Leta 1835 je bilo njegovo zadnje predavanje študentom kraljeve akademije, v katerem je pohvalil Rafaela in akademijo poimenoval 'zibelka britanske umetnosti' in bil sprejet z največjim navdušenjem. Umrl je v noči na 31. marec 1837, očitno zaradi srčnega popuščanja in je pokopan z Marijo na pokopališču cerkve St John-at-Hampstead v Hampsteadu, London. (V tej družinski grobnici sta pokopana tudi njegova otroka John Charles Constable in Charles Golding Constable.

## Slikanje
Constable se je tiho upiral umetniški kulturi, ki je umetnike naučila uporabljati svojo domišljijo za sestavljanje svojih slik in ne narave same.
Čeprav je vse življenje delal slike za znan slikovni trg mecenov in R.A. razstave, je bilo nenehno osveževanje v obliki študij na kraju samem bistvenega pomena za njegov način dela. Nikoli ni bil zadovoljen z upoštevanjem formule. "Svet je širok," je zapisal, "niti dva dneva si nista podobna niti dve uri; od nastanka vsega sveta nista bila podobna dva lista drevesa in pristne umetniške produkcije, kot so narave, se med seboj razlikujejo."
Constable je naslikal številne predhodne skice pokrajin, da bi kompozicijo preizkusil vnaprej za dokončanje slik. Te velike skice so bile s svobodnim in živahnim čopičem takrat revolucionarne in še naprej zanimajo umetnike, znanstvenike in širšo javnost. Oljni skici The Leaping Horse in The Hay Wain na primer izražata živahnost in ekspresivnost, ki manjkajo na končanih slikah iste teme. Morda bolj kot katerikoli drug vidik Constablejevega dela oljne skice v retrospektivi razkrivajo, da je bil avantgardni slikar, ki je dokazal, da bi bilo mogoče krajinsko slikarstvo posneti v povsem novi smeri.
Akvareli so bili za tisti čas izjemno proste: skoraj mistični Stonehenge iz leta 1835 s svojo dvojno mavrico pogosto velja za enega največjih akvarelov, kar jih je bilo kdaj naslikanih. Ko jo je razstavil leta 1836, je Constable priložil besedilo z naslovom: »Skrivnostni spomenik Stonehengea, ki stoji oddaljen na goli in brezmejni resavi, kolikor toliko nepovezan z dogodki preteklih vekov, kolikor je z uporabo sedanjosti, vas popelje izven vseh zgodovinskih zapisov v nejasnost popolnoma neznanega obdobja.«
Constable je poleg obsežnih oljnih skic opravil številne opazovalne študije pokrajin in oblakov, ki so se odločile postati bolj znanstvene pri snemanju atmosferskih razmer. Moč njegovih fizičnih učinkov je bila včasih očitna celo v obsežnih slikah, ki jih je razstavljal v Londonu; Na primer The Chain Pier, 1827 je kritika spodbudil, da napiše: »ozračje ima zanj značilno vlažnost, ki skorajda daje željo po dežniku.«
Skice same so bile prvič narejene v oljih neposredno na prostem. Za prenos učinkov svetlobe in gibanja je Constable uporabil zlomljene poteze čopiča, pogosto v majhnih dotikih, ki jih je brskal po svetlejših prehodih, s čimer je ustvaril vtis iskrive svetlobe, ki zaobjame celotno pokrajino. Ena najbolj ekspresionističnih in najmogočnejših od vseh njegovih študij je Seascape Study with Rain Cloud, naslikana okoli leta 1824 v Brightonu, ki zajame s poševnimi temnimi potezami čopiča neposrednost eksplodirajoče kumulusne prhe na morju. Constable se je začel zanimati tudi za slikanje mavričnih učinkov, na primer v Salisbury Cathedral from the Meadows, 1831 in v Cottage at East Bergholt, 1833.
Študijem neba je dodal opombe, pogosto na zadnji strani skic, prevladujoče vremenske razmere, smer svetlobe in čas dneva, saj je verjel, da je nebo 'ključna nota, standard obsega in glavni organ občutka' v krajinski sliki. O tej navadi je znano, da je na klasifikacijo oblakov vplival pionirski del meteorologa Luke Howarda; Constablejeve pripombe o njegovem lastnem izvodu raziskav o atmosferskih pojavih Thomasa Forsterja kažejo, da je bil v celoti seznanjen z meteorološko terminologijo.
V letu 2019 sta bili dve Constablejevi risbi odkriti v prašni kartonski škatli, napolnjeni z risbami; risbi, sta bili prodani za 60.000 funtov in 32.000 funtov na dražbi. 

## Galerija
- Gradnja čolna blizu Flatford Mill, 1815. Victoria and Albert Museum, London
- Stolnica v Salisburyju s škofovega posestva c. 1825. Kot gest zahvale Johnu Fisherju, škofu v Salisburyju, ki je naročil to sliko, je Constable na platno vključil škofa in njegovo ženo. Njune figure vidimo na spodnjem levem delu slike, za ograjo in pod senco dreves. Frick Collection, New York
- Odprtje mostu  Waterloo iz Whitehall Stairs, 18. junij 1817, olje na platnu, c. 1832. Tate Britain
- Seneni voz (1821) National Gallery, London